# Wellwater Conspiracy
Wellwater Conspiracy – zespół rockowy utworzony przez Matta Camerona (Soundgarden, Pearl Jam) oraz Johna McBaina (Monster Magnet) w Seattle w 1993. Grupa współpracowała z wieloma muzykami rockowymi; należy choćby wspomnieć współpracę zespołu z Kimem Thayilem i Benem Shepherdem z Soundgarden, Joshem Hommem z Queens Of The Stone Age/Kyuss czy Eddiem Vedderem z Pearl Jam. 

## Dyskografia
- Declaration Of Comfornity (1997, Third Gear)
- Brotherhood Of Electric: Operational Directives (1999, Time Bomb)
- The Scroll And Its Combination (2001, TVT)
- WellWater Conspiracy (2003, Mega Force).